# Expo 1986
Expo 1986 var en Verdensudstilling, der blev afholdt i  Vancouver, Britisk Columbia i Canada i perioden 2. maj - 13. oktober 1986. Udstillingen havde temaet "Transport og Kommunikation: World in Motion - World i Touch", og blev afholdt på nordkysten af False Creek.